# Conus traillii
Conus traillii é uma espécie de gastrópode do gênero Conus, pertencente a família Conidae.